# Hieronymus Cock
Hieronymus Cock, ook Hieronymus Kock genoemd, voluit Hieronymus Wellens de Cock (Antwerpen, 1518 - aldaar, 3 oktober 1570) was een Zuid-Nederlands kunstschilder, graveur en tekenaar behorend tot de renaissance. Hij is vooral bekend als uitgever en verkoper van prenten.

## Levensloop

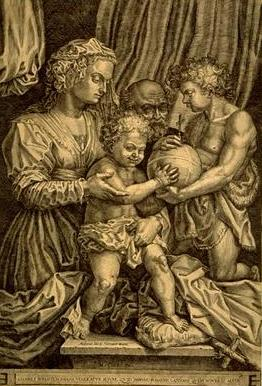
De Heilige Familie met Johannes de Doper naar het werk van Andrea del Sarto

Gravure van de kaart van Diego Gutiérrez: Americae Sive Qvartae Orbis Partis Nova Et Exactissima Descriptio

Cock kwam uit een bekende Antwerpse schildersfamilie. Ook zijn vader, Jan Wellens de Cock, en oudere broer, Matthijs Cock, waren actief als schilder. In 1545 trad Hieronymus toe tot het Antwerpse Sint-Lucasgilde. Hoewel hij lid was van dit schildersgilde, is er geen enkel schilderij dat met zekerheid aan hem toegeschreven kan worden. Wel signeerde hij enkele prenten met ‘H. Cock pictor’ (H. Cock schilder).
Van 1546 tot 1548 studeerde en werkte hij in Rome. Hier tekende hij nauwgezet de monumenten uit de oudheid, getuige de uitgave in 1551 van een serie prenten van zijn hand getiteld Praecipua aliquot Romanae antiquitatis ruinarum monimenta (Enkele ruïnes uit de Romeinse oudheid). Daarnaast legde hij in Rome contacten met andere graveurs en prentenuitgevers.
Na zijn verblijf in Rome vestigde hij zich in Antwerpen, waar hij in 1549 zijn eigen werkplaats en uitgeverij oprichtte. Cock wordt beschouwd als de belangrijkste kopergraveur van de zestiende eeuw. Cock graveerde zelf maar publiceerde ook het werk van andere graveurs. Zijn uitgeverij annex winkel werd ook Aux Quatre Vents (In de vier windstreken) genoemd. Deze winkel lag vlak bij de Nieuwe Beurs in Antwerpen.
In zijn Antwerpse werkplaats gaf hij les aan onder meer Pieter Bruegel de Oude en Cornelis Cort, maar ook de Italiaanse meestergraveur Giorgio Ghisi werkte voor hem. Later kwamen hierbij Cornelis Bos, Balthasar Bos (beiden uit 's-Hertogenbosch), Pieter Balten, Frans Huys, Pieter van der Heyden, Pieter van der Borcht (I) en – uit de Noordelijke Nederlanden – Cornelis Cort (1552), Philips Galle (1554-1564) en Harmen Jansz. Muller. Verder had hij contact met de Antwerpse drukker Christoffel Plantijn en de Haarlemse geleerde en graveur Dirck Volkertsz. Coornhert. 
Hij werkte ook samen met de Spaanse cartograaf Diego Gutiérrez wiens kaart Americae Sive Qvartae Orbis Partis Nova Et Exactissima Descriptio in Antwerpen werd uitgegeven.  In Spanje waren de graveurs niet in staat een dergelijk complexe gravure te realiseren.
Een groot deel van de tekeningen in het werk Discorsi sopra le antichità di Roma uit 1582 van Vincenzo Scamozzi waren eigenlijk gekopieerd uit een werk van Cock uit de jaren 1550.
Cocks uitgeverij speelde een belangrijke rol in de verspreiding in de Nederlanden van het werk van hoog-renaissancistische meesters als Rafaël Santi, Michelangelo, Titiaan, Francesco Primaticcio en Andrea del Sarto. Omgekeerd werden composities van Nederlandse schilders verspreid. Ook boorde Cock nichemarkten aan, zoals blijkt uit diverse prenten met het opschrift ‘Jheronimus Bosch inventor’ (bedenker Jheronimus Bosch). Deze prenten met bedelaars, boeren, duivels en monsters bleken immens populair.
Cock overleed op 3 oktober 1570. Zijn uitgeverij werd na zijn dood voortgezet door zijn weduwe, Volcxken Diericx. De leiding van de werkplaats in Antwerpen vertrouwde zij toe aan Philips Galle. Na haar dood in 1600 werden veel koperplaten verkocht aan diverse ateliers, waar ze werden hergebruikt
- Auckland Art Gallery Toi o Tāmaki: 7732
- Art Gallery of South Australia: 13007
- Biblioteca Nacional de España: XX890514
- Bibliothèque nationale de France: cb11972820m (data)
- Biografisch Portaal: 75391547
- Gemeinsame Normdatei: 122823583
- International Standard Name Identifier: 0000 0001 1862 4119
- KulturNav: 98aedc68-ba8f-41d5-ac14-e764470bb96a
- Library of Congress Control Number: n85307905
- Nationale Bibliotheek van Tsjechië: mzk2007395145
- Nationale Bibliotheek van Israël: 987007453851505171
- Nationale en Universitaire bibliotheek Zagreb: 000776004
- Nederlandse Thesaurus van Auteursnamen: 070406812
- RKD-Nederlands Instituut voor Kunstgeschiedenis: 17404
- Istituto Centrale per il Catalogo Unico: BVEV053868
- LIBRIS: 396318
- SNAC: w6rs1rwq
- Système universitaire de documentation: 14410539X
- Museum of New Zealand Te Papa Tongarewa: 461
- Union List of Artist Names: 500005618
- Virtual International Authority File: 76325072
- WorldCat: E39PBJrKXmBGtVMJCDWqwkJCcP